# Eschbach-au-Val
Eschbach-au-Val (deutsch Eschbach im Tal, elsässisch Eschbe-im-Dal) ist eine französische Gemeinde mit 377 Einwohnern (Stand 1. Januar 2022) im Münstertal (Vallée de Munster) im Département Haut-Rhin in der Region Grand Est (bis 2015 Elsass). Sie gehört zum Gemeindeverband Vallée de Munster.

## Geografie
Das Ortszentrum Eschbachs liegt 1,4 Kilometer südlich von Münster (Munster), mit dem es baulich zusammengewachsen ist, und 15 Kilometer nordwestlich von Gebweiler (Guebwiller) am westlichen Rand des Elsass in einem Tal der Vogesen. Es gehört zum Regionalen Naturpark Ballons des Vosges.

## Geschichte
Durch die Gemeinde fließt die Esche, ein Bach, der wahrscheinlich von Eschen gesäumt war und dem Ort zu seinem Namen verhalf. 824 wurde der Ortsname erstmals urkundlich erwähnt. Eschbach-au-Val gehörte seit damals bis zur Französischen Revolution (1789–1799) dem Benediktinerkloster Saint-Grégoire in Münster.
1793 erhielt Eschbach-au-Val im Zuge der Französischen Revolution den Status einer Gemeinde (als „Eschbach“) und 1801 das Recht auf kommunale Selbstverwaltung (als „Esbach“).
Von 1871 bis zum Ende des Ersten Weltkrieges gehörte Eschbach-au-Val als Teil des Reichslandes Elsaß-Lothringen zum Deutschen Reich und war dem Kreis Colmar im Bezirk Oberelsaß zugeordnet.

### Bevölkerungsentwicklung
| Jahr      | 1910 | 1962 | 1968 | 1975 | 1982 | 1990 | 1999 | 2007 | 2017 |
| --------- | ---- | ---- | ---- | ---- | ---- | ---- | ---- | ---- | ---- |
| Einwohner | 469  | 382  | 410  | 410  | 373  | 375  | 372  | 390  | 362  |

## Wirtschaft
Das Bild der Gemeinde wird von Wald und Weiden geprägt. Wichtige Erwerbszweige sind Handel, Transportwesen, Landwirtschaft (Zucht von Hausrindern) und Forstwirtschaft.

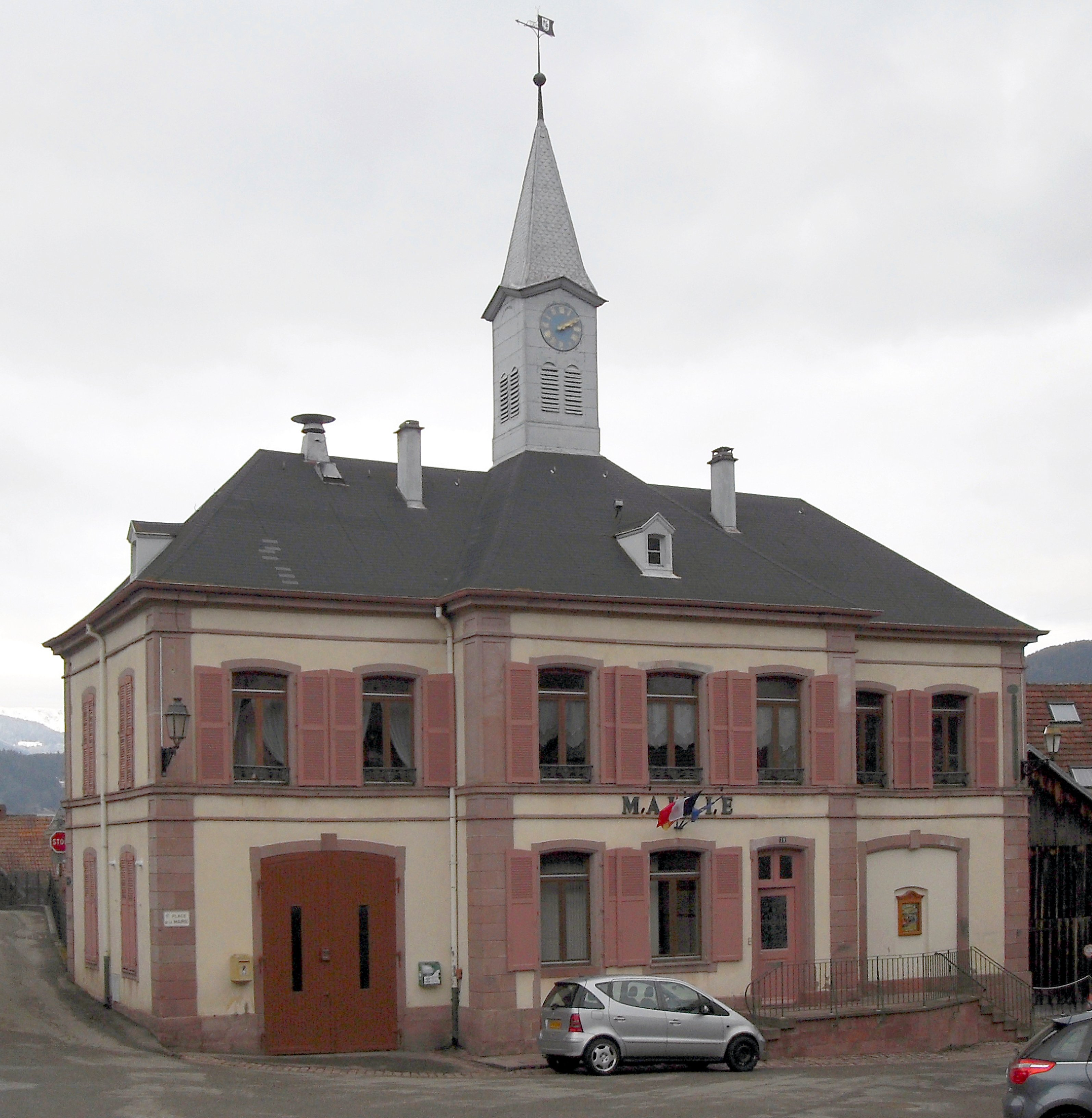
Mairie (Rathaus)
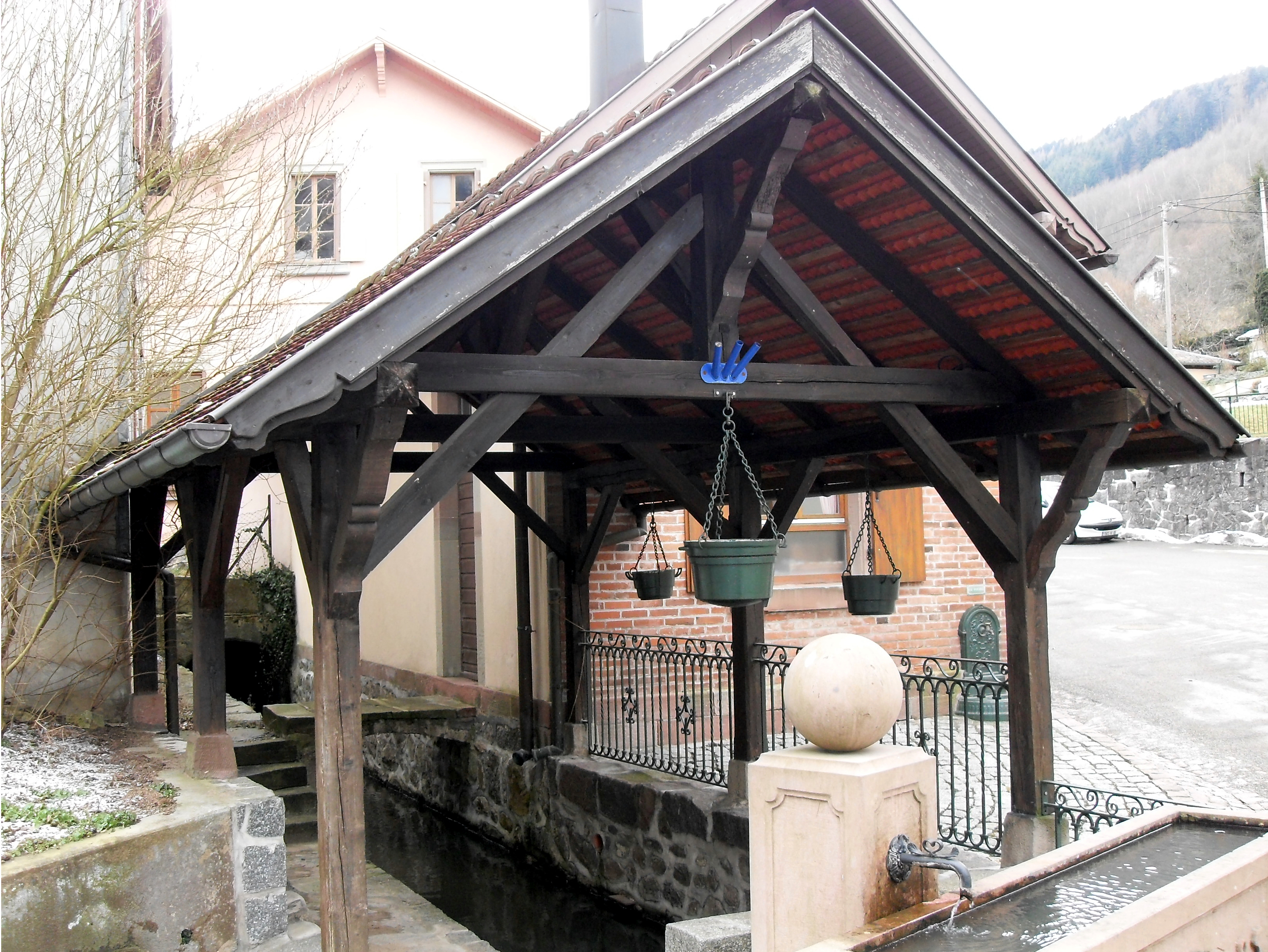
Lavoir (Waschhaus)